# Dimsum

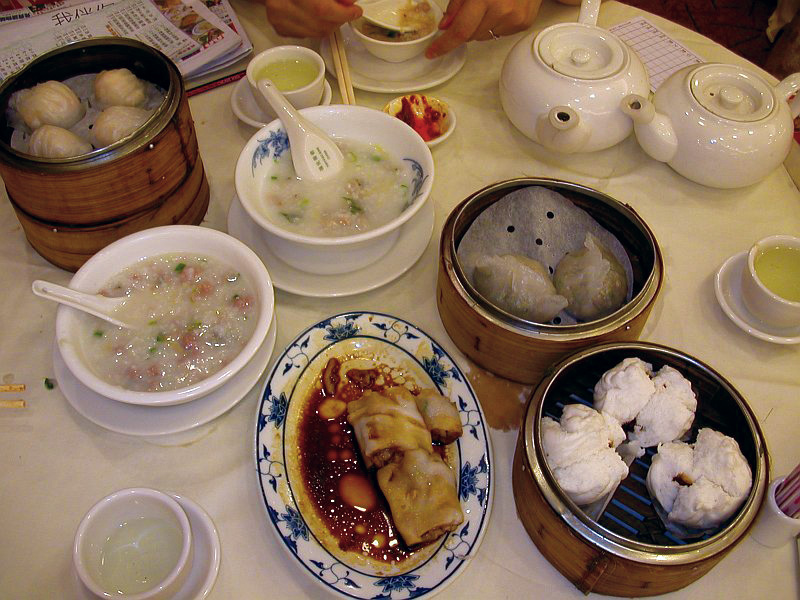
Mets faisant partie des dimsums.

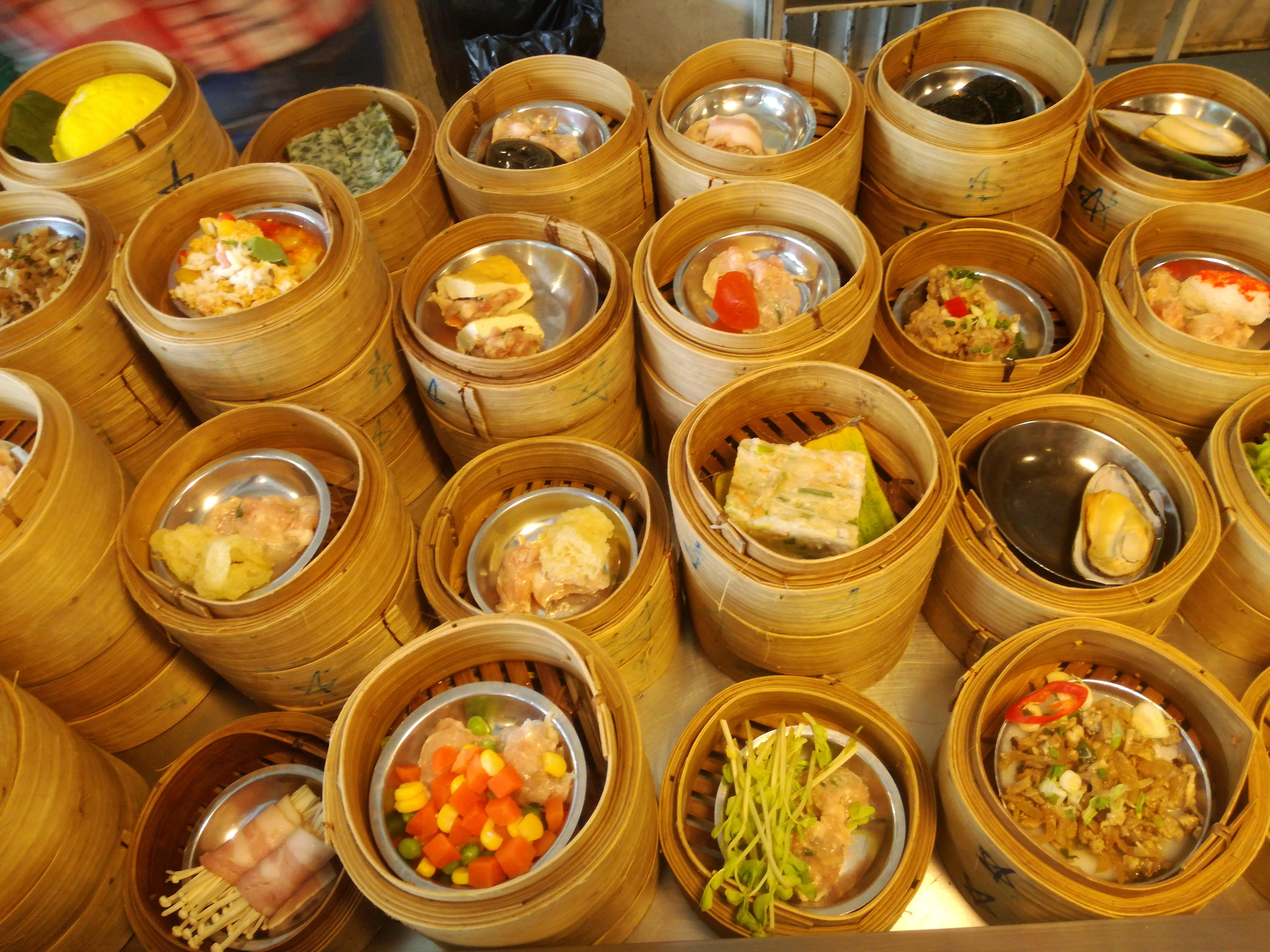
Cuisson à la vapeur de dimsums.

Le dimsum, aussi écrit dim sum, désigne un ensemble de mets de petites portions consommées dans la cuisine cantonaise, dégusté dans un restaurant spécifique appelé cha lau, littéralement « établissement de thé, ». Au Xe siècle, lorsque la ville de Guangzhou a commencé à connaître une augmentation des voyages commerciaux, les voyageurs ont commencé à fréquenter les maisons de thé pour des repas en petites portions avec du thé appelés yum cha (飲茶 ; « dégustation du thé »),,. Le yum cha comprend deux concepts connexes. Le premier est yat jung leung gin (一盅兩件), qui se traduit littéralement par « une tasse, deux morceaux ». Cela fait référence à la coutume de servir aux clients des maisons de thé deux morceaux de nourriture délicatement préparée, salée ou sucrée, pour accompagner leur thé. Le second est le dim sum (點心) et se traduit littéralement par « toucher le cœur », terme utilisé pour désigner les petits aliments qui accompagnent la consommation de thé.

## Étymologie
La signification originelle du terme dim sum reste floue et contestée. Certaines références affirment que le terme est né sous la dynastie Jin orientale (317 AD-420 AD),. Selon une légende, pour montrer de la gratitude aux soldats après les batailles, un général faisait préparer par des civils des brioches et des gâteaux à envoyer sur le front.
Certaines versions font remonter la légende à la dynastie Song (960-1279), après la première attestation du terme dans l'Ancien Livre des Tang (唐書 ; Táng shū).

## Origines
Il s'agissait à l'origine de petites pâtisseries raffinées ayant la spécificité de pouvoir être mangées avec les doigts si on le désirait. Les dimsums ont été influencés par la colonisation : du fait des concessions internationales et des colonies européennes, des pâtisseries européennes ont été découvertes par les cuisiniers chinois qui avaient affaire avec des commerçants offrant des repas aux Européens. Ainsi, on peut trouver des pâtisseries dont l'inspiration européenne est évidente, telles que la tartelette aux œufs, à la pâte au beurre et cuites au four, ainsi que des biscuits à la crème.
De nos jours, dans un cha lau, dimsums désigne l'ensemble des petits mets servis, par opposition aux plats servis dans une plus grande portion. Les dimsums peuvent aussi désigner des pâtisseries cantonaises qui sont servies en dessert ou au goûter. Utilisé avec l'adjectif « occidental », le terme désigne aussi la pâtisserie européenne.
Des mets autres que des dimsums sont consommés lors du yum cha.

## Dimsums notables
Il en existe tant qu'il est impossible de tous les citer sur cette page. Toutefois, on peut trouver ci-après quelques classiques. Les dimsums sont généralement des mets cuits à la vapeur. On peut néanmoins trouver des mets au four et des fritures. Des desserts sont proposés également.

### À la vapeur
- Les baozi : des boules de pâte fourrée ;
- les jiaozi à la vapeur : il s'agit de genre de raviolis dont la pâte est faite essentiellement de farine de blé. Le tout est farci à la viande de porc, aux crevettes ou autre. On cuit les jiaozi à la vapeur ou dans l'eau bouillante ;
- les gâteaux de farine de riz : sucrés (à la rose par exemple) ou salés (porc et navet, un classique) ;
- les gâteaux de farine de châtaigne d'eau : sucrés, avec ou sans garniture ;
- les gâteaux malais : d'inspiration européenne, il s'agit de gâteaux à base d'œufs et de sucre, sans levure et sans gras. La texture alvéolée et la légèreté sont obtenues grâce à l'incorporation de l'air dans la pâte pendant un fouettage énergique qui peut durer 5 heures ;
- des jiao vapeur dorés à la poêle (vapeur et poêlé) ;
- des gâteaux de riz dorés à la poêle (vapeur et poêlé).

### Au four
- Les tartelettes aux œufs (蛋撻) ;
- les tartelettes portugaises (葡撻), la version de Macao.

### En friture
- Rouleaux de printemps ;
- sortes de croquettes de purée de taro ;
- des boules de pâte de riz farcies, couvertes de sésame ;
- toast aux crevettes.

### Desserts
- Fleur de tofu, tofu très tendre, servi chaud ou froid, sucré ou salé. Servi sucré en dessert, il peut être décliné à l'infini : nature, sur un lit de glace pilée, aux fruits, au lait concentré ;
- soupes sucrées, à base d'eau et de sucre, déclinées à l'infini : œufs, patates douces, feuilles de tofu, sésame noir ;
- soupes sucrées de tapioca, à base d'eau, de sucre et de billes de tapioca, déclinées à l'infini : coco, mangue ;
- leung fan : gelée à base d'herbe médicinale, servie fraîche, déclinée à l'infini: aux fruits, à la glace pilée.

## Service

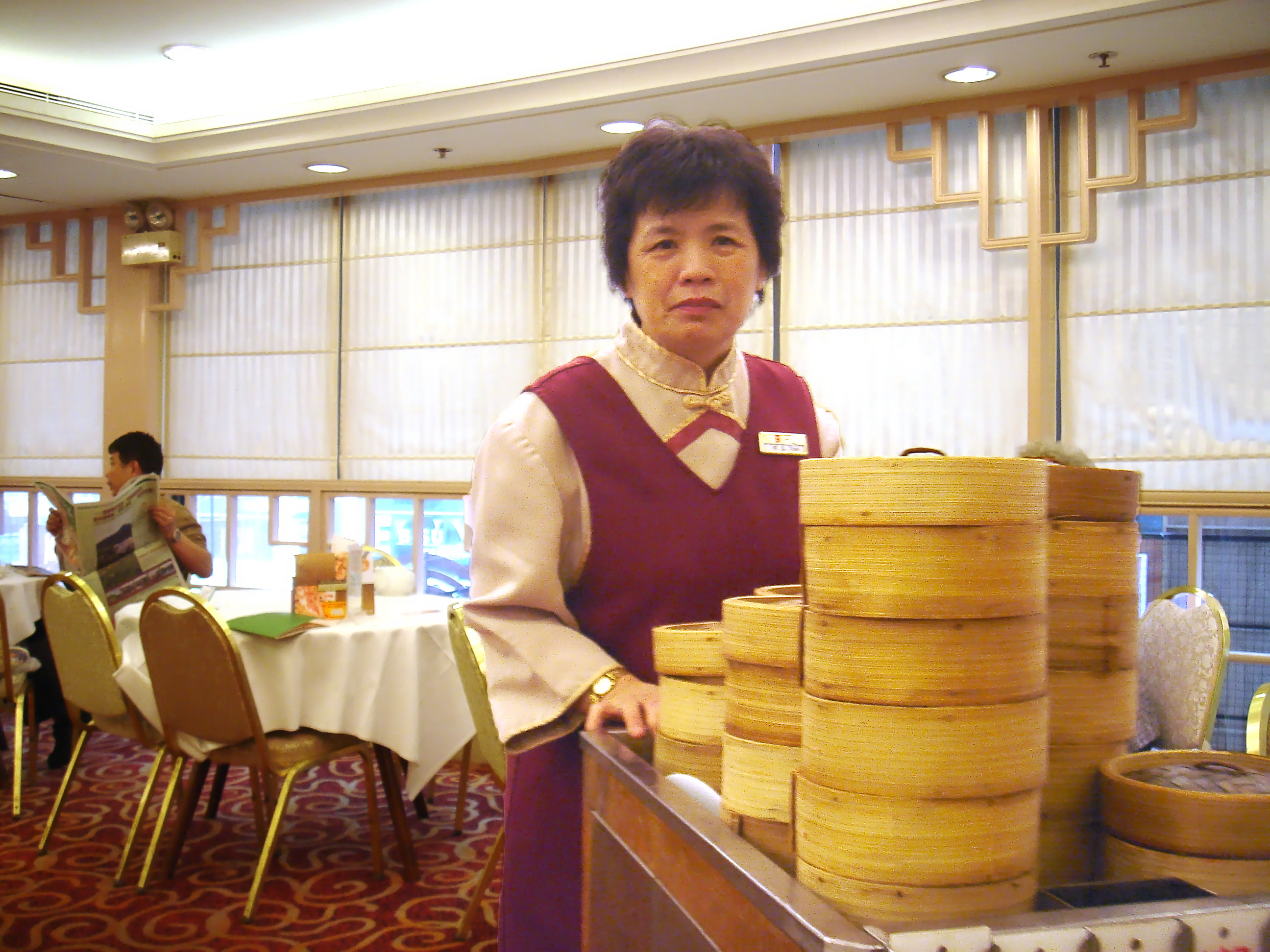
Service de dimsums à Hong Kong.

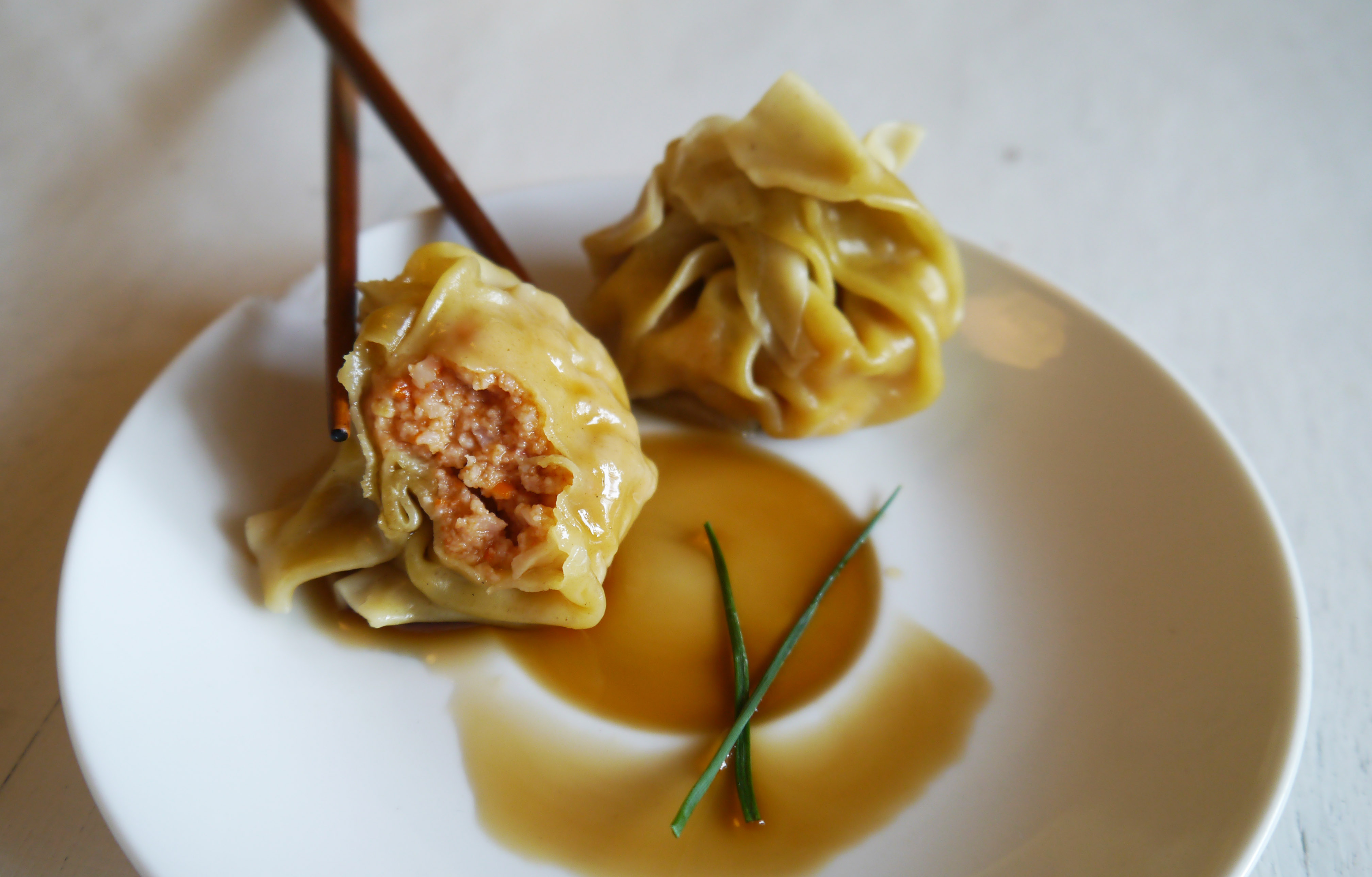
Wonton porc-crabe avec de la sauce de soja.

Pendant très longtemps, le service a été fait par des serveuses circulant entre les tables avec des chariots chauffants. Il en existe deux principales sortes : les chariots à la vapeur et les chariots avec plaque de cuisson. Les premiers sont chargés de petits caissons en bambou contenant les mets, que les clients impatients peuvent aller chercher eux-mêmes. Les seconds s'arrêtent près des tables où ils sont appelés et les serveuses préparent sur le champ le plat, souvent des dimsums poêlés, sous les yeux de clients. Avec ce système-là, il existait une carte à grille pour chaque table, sur laquelle au fur et à mesure des consommations, les serveuses cochaient les cases correspondant aux tarifs.
De nos jours, ce service ambulant n'existe quasiment plus. Le service est de plus en plus informatisé. On passe la commande à toute personne du service, laquelle transmet les choix en cuisine, puis les plats sont servis. Néanmoins, comme les consommateurs chinois aiment savoir ce qu'ils mangent, de nombreux restaurants présentent une vitrine en verre à travers laquelle on peut voir une partie de la cuisine et les plats proposés : là sont présents des serveurs qui prennent en charge les clients et les suivent tandis qu'ils font leurs choix.
Pour simplifier la tarification, les mets sont généralement répartis par « classes », chacune des classes ayant une tarification unique : le « top » (頂級), le « spécial » (特級), le « grand » (大), le « moyen » (中). Les mets plus spécifiques, tels que les préparations à partir d'ingrédients très chers et rares, n'entrent pas dans cette grille et leur prix est expressément mentionné pour la ou les portions proposées.

## Breuvages
Les dimsums étant les mets servis lors du yam cha (littéralement « dégustation du thé »), la boisson proposée est essentiellement du thé.
Le choix de thé est aussi important que si on se trouvait dans une maison de thé. Des théières d'eau chaude sont servies également, comme on sert des carafes d'eau en France. Cependant, des restaurants proposent aussi des infusions, des décoctions, du jus de fruits et des boissons gazeuses. Les deux derniers sont principalement destinés aux enfants. Néanmoins, il est rare de voir une table où on n'a pas commandé de thé.